# 春日さくら
春日 さくら（かすが さくら、12月12日 - ）は、日本の女性声優。東京都出身。青二プロダクション所属。

## 来歴
元々はアニメが大好きだったことで、アニメ関係の仕事に就きたいという理由から絵の勉強をしていた。高校でも絵を学ぶ学校に通っていたことから美大受験をしようと思ったものの、大変だったことから断念した。同時に舞台や芝居が好きだったこともあり、高校時代は演劇系の部活にも所属して、「将来もお芝居をしたいな」と思っていた。しかし子供の時に憧れていたものの、自分から言い出すことはなく、なれないもので、現実的ではないイメージがすごくあった。そこで、声優志望であった友人をきっかけに声優という職業に触れ、「声優になれば大好きなアニメに関われるんじゃないか」と考え、後に自らも声優を目指すようになった。
青二塾東京校に41期生として入所。青二塾への入所については、自身の憧れの声優であった田中真弓が青二プロダクション所属であることを知ったことがきっかけであるという。卒業後の2021年4月に青二プロダクションに所属。
声優になってから初めて名前のある作品は『ウマ娘 プリティーダービー』のヒシミラクル役で、オーディションに初めて合格した作品も同作である。

## 人物
趣味として描画、スケッチ、読書、映画鑑賞、カラオケ、ボードゲームを挙げている。
描画に関しては作品を自身のSNSにたびたび投稿しており、その完成度の高さに他の声優からも反響が寄せられている。

## 出演
太字はメインキャラクター。

### テレビアニメ
2022年
- シャドウバースF（2022年 - 2024年、アイリ）
- ちびまる子ちゃん（お姉さん、男の子、テレビアナウンサー、女子）
- 東京ミュウミュウ にゅ〜♡（女子、幼稚園児）
- デジモンゴーストゲーム（少女）
- アイドリッシュセブン Third BEAT!（女性A）

2023年
- トニカクカワイイ（アイドル）
- 英雄教室（下級クラス、女子生徒）
- ONE PIECE（女の子）

2024年
- 愚かな天使は悪魔と踊る（女性2）
- ブルーアーカイブ The Animation（傭兵バイト）
- シンカリオン チェンジ ザ ワールド（トオル）

2025年
- 想星のアクエリオン Myth of Emotions（通行人）
- 前橋ウィッチーズ（赤城ユイナ）

### 劇場アニメ
- ウマ娘 プリティーダービー 新時代の扉（2024年、ヒシミラクル）

### ゲーム
2020年
- ソードアート・オンライン アリシゼーション リコリス2（暗黒術師、子供）

2022年
- けものフレンズ3（オランウータン）

2023年
- ウマ娘 プリティーダービー（ヒシミラクル）
- サマナーズウォー：クロニクル（マーシャルキャット、メトゥス）
- 龍が如く7外伝 名を消した男

2024年
- ペルソナ3 リロード
- モンスターストライク（ナッポリータ）
- ORE'N（シブイチ）

### ドラマCD
- 甘くて熱くて息もできない 2（2023年、有村百々花[20]）

### 吹き替え
- エターナルズ（2022年、女生徒[2]）
- ミズ・マーベル（2022年、ムスリム女子[2]）

### ラジオ
※はインターネット配信。
- 青山二丁目劇場「空に記す〜兵庫編〜」（2022年、文化放送、浅野友加里[21][22]）
- ラジオどっとあい 春日さくらの脱！ポンコツ日記（2023年10月 - 2024年1月、AG-ON Premium※・超!A&G+※[23]）
- 春日さくらと乾夏寧の夏もさくらを咲かせたい（2024年 - 、ニコニコ生放送※）

### インターネット番組
- 春日さくら・伊駒ゆりえ・橘杏咲のパジャマナイト（2024年 - 、YouTube）[24]

### ボイスオーバー
- NHKニュースおはよう日本（NHK[2]）
- クローズアップ現代（NHK[2]）
- 沼にハマってきいてみた（NHK[2]）
- 北京オリンピック・パラリンピック みんなでハイライト（NHK[2]）
- 首都圏情報 ネタドリ!（NHK[2]）
- 理想的本箱（NHK Eテレ[2]）
- スッキリ（日本テレビ[2]）
- あざとくて何が悪いの?（テレビ朝日[2]）
- 爆問×伯山の刺さルール!（テレビ朝日[2]）

### ナレーション

#### 番組
- まる得マガジン（NHK Eテレ[2]）
- しろ旅 家康を産んだ城下町（NHK[2]）
- アニ×パラ〜あなたのヒーローは誰ですか〜（NHK[2]）

#### その他
- 燈の守り人 灯台音声ガイド 北海道小樽市 日和山灯台（2023年）[25]

### 舞台
- Otona Project 第四十八弾 第十五回課外授業 朗読劇『シアター』 第一部「1973年」（2023年9月23日 - 24日、シアターグリーン BOX in BOX THEATER、早川祥子[26][注 2]）
- NOVA READING vol.2 朗読劇『アイを捧げてアイロニー』（2023年11月12日、MsmileBOX 渋谷、田丸[27][28][注 3]）
- 朗読劇『シアター』再演（2024年5月15日 - 26日　シアター風姿花伝)　黒瀬涼華 役

### その他コンテンツ
- ミミクリー・ガールズ スペシャルPV（2023年、ルーシー[29]）
- ボイスドラマ 燈の守り人〜幻想夜話〜 #45（2023年、日和山灯台[30][25]）
- 四天王最弱の自立計画　四天王最弱と呼ばれる俺、実は最強なので残りのダメ四天王に頼られてます（2025年、リリア・ワイバーン[31]）

## ディスコグラフィ

### キャラクターソング
| 発売日        | 商品名 | 歌 | 楽曲 | 備考                                                                 |
| ------------- | --- | --- | --- | -------------------------------------------------------------------- |
| 2023年9月6日  | ウマ娘 プリティーダービー WINNING LIVE 13                                                                                        | ナリタブライアン（衣川里佳）、マヤノトップガン（星谷美緒）、アドマイヤベガ（咲々木瞳）、イナリワン（井上遥乃）、サトノダイヤモンド（立花日菜）、キタサンブラック（矢野妃菜喜）、ヤエノムテキ（日原あゆみ）、サクラローレル（真野美月）、ナリタトップロード（中村カンナ）、サトノクラウン（鈴代紗弓）、シュヴァルグラン（夏吉ゆうこ）、ネオユニヴァース（白石晴香）、ヒシミラクル（春日さくら） | 「トレセン音頭」 | ゲーム『ウマ娘 プリティーダービー』関連曲                            |
| 2023年9月6日  | ウマ娘 プリティーダービー WINNING LIVE 13                                                                                        | ナリタブライアン（衣川里佳）、マヤノトップガン（星谷美緒）、ライスシャワー（石見舞菜香）、アドマイヤベガ（咲々木瞳）、イナリワン（井上遥乃）、ミスターシービー（天海由梨奈）、マチカネタンホイザ（遠野ひかる）、イクノディクタス（田澤茉純）、ツインターボ（花井美春）、サトノダイヤモンド（立花日菜）、キタサンブラック（矢野妃菜喜）、ヤエノムテキ（日原あゆみ）、サクラローレル（真野美月）、ナリタトップロード（中村カンナ）、サトノクラウン（鈴代紗弓）、シュヴァルグラン（夏吉ゆうこ）、ホッコータルマエ（菊池紗矢香）、ネオユニヴァース（白石晴香）、ヒシミラクル（春日さくら）                                               | 「うまぴょい伝説」 | ゲーム『ウマ娘 プリティーダービー』関連曲                            |
| 2024年1月24日 | ウマ娘 プリティーダービー WINNING LIVE 15                                                                                        | スペシャルウィーク（和氣あず未）、ライスシャワー（石見舞菜香）、スマートファルコン（大和田仁美）、トーセンジョーダン（鈴木絵理）、ナイスネイチャ（前田佳織里）、キングヘイロー（佐伯伊織）、メジロパーマー（のぐちゆり）、ツルマルツヨシ（青山吉能）、サクラローレル（真野美月）、ヒシミラクル（春日さくら） | 「Comeback Story V」 | ゲーム『ウマ娘 プリティーダービー』関連曲                            |
| 2024年1月24日 | ウマ娘 プリティーダービー WINNING LIVE 15                                                                                        | ヒシミラクル（春日さくら） | 「平凡、時にミラクル」 | ゲーム『ウマ娘 プリティーダービー』関連曲                            |
| 2024年1月24日 | ウマ娘 プリティーダービー WINNING LIVE 15                                                                                        | スペシャルウィーク（和氣あず未）、ライスシャワー（石見舞菜香）、スマートファルコン（大和田仁美）、ゼンノロブロイ（照井春佳）、トーセンジョーダン（鈴木絵理）、ナイスネイチャ（前田佳織里）、キングヘイロー（佐伯伊織）、メジロパーマー（のぐちゆり）、サトノダイヤモンド（立花日菜）、キタサンブラック（矢野妃菜喜）、ツルマルツヨシ（青山吉能）、サクラローレル（真野美月）、ネオユニヴァース（白石晴香）、ヒシミラクル（春日さくら） | 「うまぴょい伝説」 | ゲーム『ウマ娘 プリティーダービー』関連曲                            |
| 2024年5月24日 | 劇場版『ウマ娘 プリティーダービー 新時代の扉』オリジナル・サウンドトラック                                                       | ジャングルポケット（藤本侑里）、アグネスタキオン（上坂すみれ）、マンハッタンカフェ（小倉唯）、ダンツフレーム（福嶋晴菜）、フジキセキ（松井恵理子）、テイエムオペラオー（徳井青空）、ナリタトップロード（中村カンナ）、メイショウドトウ（和多田美咲）、アドマイヤベガ（咲々木瞳）、オグリキャップ（高柳知葉）、ダイワスカーレット（木村千咲）、アグネスデジタル（鈴木みのり）、ユキノビジン（山本希望）、ライスシャワー（石見舞菜香）、エアシャカール（津田美波）、カレンチャン（篠原侑）、ゴールドシチー（香坂さき）、トーセンジョーダン（鈴木絵理）、ハルウララ（首藤志奈）、キングヘイロー（佐伯伊織）、ヒシミラクル（春日さくら） | 「うまぴょい伝説」 | 劇場アニメ『ウマ娘 プリティーダービー 新時代の扉』エンディングテーマ |
| 2024年7月31日 | ウマ娘 プリティーダービー WINNING LIVE 20                                                                                        | スペシャルウィーク（和氣あず未）、ミホノブルボン（長谷川育美）、ヒシアケボノ（松嵜麗）、ライスシャワー（石見舞菜香）、ニシノフラワー（河井晴菜）、ビコーペガサス（田中あいみ）、シュヴァルグラン（夏吉ゆうこ）、カツラギエース（藤原夏海）、ヒシミラクル（春日さくら）、シーザリオ（佐藤榛夏） | 「ウマすぎ!グルメパレード」 | ゲーム『ウマ娘 プリティーダービー』関連曲                            |
| 2024年7月31日 | ウマ娘 プリティーダービー WINNING LIVE 20                                                                                        | スペシャルウィーク（和氣あず未）、ゴールドシップ（上田瞳）、ヒシアマゾン（巽悠衣子）、ミホノブルボン（長谷川育美）、ヒシアケボノ（松嵜麗）、ライスシャワー（石見舞菜香）、エイシンフラッシュ（藤野彩水）、トーセンジョーダン（鈴木絵理）、ニシノフラワー（河井晴菜）、ビコーペガサス（田中あいみ）、サクラチヨノオー（野口瑠璃子）、シュヴァルグラン（夏吉ゆうこ）、カツラギエース（藤原夏海）、ヒシミラクル（春日さくら）、シーザリオ（佐藤榛夏） | 「うまぴょい伝説」 | ゲーム『ウマ娘 プリティーダービー』関連曲                            |
| 2024年9月28日 | TVアニメ『前橋ウィッチーズ』オープニングテーマ プレデビューSG「スゴすぎ前橋ウィッチーズ！」                                      | 前橋ウィッチーズ | 「スゴすぎ前橋ウィッチーズ！」                                                                                                 | テレビアニメ『前橋ウィッチーズ』オープニングテーマ                   |
| 2024年9月28日 | TVアニメ『前橋ウィッチーズ』オープニングテーマ プレデビューSG「スゴすぎ前橋ウィッチーズ！」                                      | 前橋ウィッチーズ | 「うちらの花屋は黙ってない！」                                                                                                 | テレビアニメ『前橋ウィッチーズ』関連曲                               |
| 2024年12月1日 | TVアニメ『前橋ウィッチーズ』エンディングテーマ プレデビューSG2「それぞれのドア」                                                 | 前橋ウィッチーズ | 「それぞれのドア」 | テレビアニメ『前橋ウィッチーズ』エンディングテーマ                   |
| 2024年12月1日 | TVアニメ『前橋ウィッチーズ』エンディングテーマ プレデビューSG2「それぞれのドア」                                                 | 前橋ウィッチーズ | 「1,2,3, Magic！」 | テレビアニメ『前橋ウィッチーズ』関連曲                               |
| 2025年5月28日 | TVアニメ『前橋ウィッチーズ』オープニングテーマ / エンディングテーマ「スゴすぎ前橋ウィッチーズ！ / それぞれのドア」オープニング盤 | 前橋ウィッチーズ | 「絢爛SHOWTIME！！」 | テレビアニメ『前橋ウィッチーズ』関連曲                               |
| 2025年5月28日 | TVアニメ『前橋ウィッチーズ』オープニングテーマ / エンディングテーマ「スゴすぎ前橋ウィッチーズ！ / それぞれのドア」エンディング盤 | 前橋ウィッチーズ | 「MAKASETENE」 | テレビアニメ『前橋ウィッチーズ』関連曲                               |
| 2025年5月28日 | 前橋ウィッチーズ Blu-ray 1（特装限定版） 特典CD                                                                                  | 赤城ユイナ（春日さくら） | 「らんまんBlooming*」 | テレビアニメ『前橋ウィッチーズ』関連曲                               |
| 2025年7月30日 | TVアニメ『前橋ウィッチーズ』1stアルバム「アゲラタム」                                                                            | 前橋ウィッチーズ | 「夢よ、咲け！」 「シャボン・テンション！」 「You Are My World」 「無敵☆PAYAPAYA」 「Meteor Shower」                           | テレビアニメ『前橋ウィッチーズ』挿入歌                               |
| 2025年7月30日 | TVアニメ『前橋ウィッチーズ』1stアルバム「アゲラタム」                                                                            | 前橋ウィッチーズ | 「ドリーミードリーミーフラワー」 「GAPPO ＆ GAPPO (feat.ケロッペ)」 「推せる想いをぶつけちゃお？☆」 「花たちはどんな夢を見る」 | テレビアニメ『前橋ウィッチーズ』関連曲                               |